# یوژنورالسک
شهر یوژنورالسک (به روسی: Южноуральск) در کشور روسیه و در اوبلاست چلیابینسک واقع شده‌است.